# Maliku
Maliku (en maldivo: މަލިކު malabar: മലിക്കു) más conocida como Minicoy es una isla de 9495 habitantes, situada en el territorio de la Unión de Laquedivas (Lakshadweep), India. El estilo de vida y la cultura local son similares a las Maldivas, el archipiélago más cercano, que se hallan hacia el sur. 

## Geografía
Minicoy es un atolón con una gran isla habitada que se extiende por el lado este y sureste de la laguna, a lo largo de la franja del arrecife. Mide unos 10 km del extremo norte al sur con una anchura máxima de 1 km en la parte meridional, mientras que la mitad septentrional es poco más que un estrecho banco de arena que incluso no llega a los 100 m de anchura en algunos puntos. Minicoy está casi totalmente cubierta de cocoteros. 

## Demografía
Según el número de habitantes, la población del lugar cae en la clase V (de 5000 a 9999 personas). 
Los habitantes de Minicoy son de origen maldivo y su lenguaje es asimismo el idioma maldivo que localmente se conoce como "mahl".  Aunque el atolón está bajo administración de la India, culturalmente pertenece a las Maldivas.